# Come Live with Me
Come Live with Me (bra: Pede-se um Marido) é um filme norte-americano de 1941, do gênero comédia romântica, produzido e dirigido por Clarence Brown e estrelado por James Stewart e Hedy Lamarr.
Baseado no romance de Virginia Van Upp, o filme é sobre uma bela refugiada vienense que busca a cidadania dos EUA se casando com um escritor azarado.

## Enredo
Johnny Jones, natural de Viena na Áustria, que fugiu de seu país após uma anexação pela Alemanha nazista, tem um caso com o casado Barton Kendrick, um editor. Uma noite, um agente do Departamento de Imigração a encontra e diz que ela será deportada porque seu passaporte provisório expirou há três meses. No entanto, o detetive diz a ele que, se ele conseguir se casar dentro de uma semana, poderá continuar morando no país.
Bill Smith, um escritor azarado, encontra Jones em um restaurante durante uma tempestade. Ela explica que precisa se casar com um cidadão americano dentro de uma semana e, como ele não tem dinheiro, ela se oferece para pagá-lo para que ambos possam ganhar. Ela começa a pagar a ele US$ 17,80 por semana em troca de se casar. Dois meses depois, Smith está escrevendo um livro sobre as estranhas circunstâncias de seu casamento e fica curioso sobre Jones, que ele vê apenas uma vez por semana, quando ela lhe dá seu cheque.
Enquanto isso, Jones ainda está tendo um caso com Kendrick, mas se recusa a contar como ele conseguiu ficar no país. Ele diz a Jones que quer se divorciar de sua esposa e se casar com ela em dois meses. Ela diz a Bill que quer se divorciar dele o mais rápido possível, o que ele relutantemente concorda. Smith termina o livro e o envia para a editora de Kendrick, onde a esposa de Kendrick explica o livro para ele e Kendrick entende que Smith é o marido de Jones. Kendrick decide publicar o livro e oferece a Smith um adiantamento de US$ 500. Depois de ver a reação de Kendrick, sua esposa entende que ele está tendo um caso e que o que o livro conta é verdade. A esposa então decide se divorciar dele, mas primeiro ela quer ter certeza de que Jones está apaixonado por seu marido.
Enquanto isso, Smith compra um carro novo e convence Jones a fazer uma viagem com ele antes de assinar os papéis do divórcio. Ela acaba se apaixonando por Bill durante as férias, depois de conhecer sua família. Kendrick decide ir para a casa da avó de Smith no meio da noite, e Jones é forçado a escolher com quem ela quer compartilhar sua vida, escolhendo Bill.

## Elenco
- James Stewart como Bill Smith
- Hedy Lamarr como Johnny Jones
- Ian Hunter como Barton Kendrick
- Verree Teasdale como Diana Kendrick
- Donald Meek como Joe Darsie
- Barton MacLane como Barney Grogan
- Edward Ashley como Arnold Stafford
- Ann Codee como Yvonne
- Rei Baggot como Porteiro
- Adeline De Walt Reynolds como avó de Bill
- Frank Orth como Jerry
- Frank Faylen como Garçom
- Horacio McMahon como Taxista
- Greta Meyer como Frieda
- Fritz Feld como Mac the Manager (Não creditado)
- Tom Fadden como zelador da avó de Charlie Gephart (Não creditado)